# 图尔莱克
图尔莱克，是西班牙卡斯蒂利亚-拉曼恰托莱多省的一个市镇。总面积101平方公里，总人口927人（2001年），人口密度9人/平方公里。